# Суна (река, впадает в Онежское озеро)
Су́на (в верхнем течении Сун) — река в Карелии, впадающая Кондопожскую губу Онежского озера.

## Общие сведения
Длина реки составляет 282 км, площадь водосборного бассейна — 7670 км². Исток — озеро Кивиярви, далее протекает через несколько озёр, впадает в Онежское озеро, образуя Кондопожскую губу. Высота истока — 354,5 м над уровнем моря. Высота устья — 33 м над уровнем моря. Питание смешанное, преобладает снеговое.
В 27 км от её устья расположен знаменитый водопад Кивач. В 32 км от Кивача был расположен другой известный водопад Гирвас (ныне осушен). На реке всего более 50 порогов и водопадов, но ниже Кивача Суна судоходна.

## Описание Суны Калиновичем
Приведенное в данном разделе описание касается русла реки по состоянию на 1922 год.
В своей работе «Река Суна и использование ее водных сил» (1922) профессор Б. Калинович сообщает следующие сведения: её исток находится на северо-западе Повенецкого уезда Олонецкой губернии, на слиянии двух рек — Матки, вытекающей из Маткозера и Сенной, имеющей начало из озера Сенного. Протекает Суна, в основном, в юго-восточном направлении (первые 113 км направление течения юго-восточное, затем следует поворот в северо-восточном направлении — длина участка 61 км, последние 56,5 км направление течения снова юго-восточное). Река впадает в Онежское озеро через Кондопожскую губу. Общее падение реки — 133,56 метра; расстояние по прямой от истока до устья — 162 км (Калинович использовал для измерения 10-вёрстную карту), длина реки — 230,43 км, её коэффициент извилистости — 1,42.
Начиная от истока река Суна проходит следующие озера: Ройк-Наволоцкое (расстояние от истока реки до впадения в озеро 9 вёрст), Гимальское (15 вёрст), Кудомгубское (38 вёрст), Чудозеро (51 верста), Поросозеро (53 версты), Пяльвозеро (71 верста), Линдозеро (106 вёрст), Викшезеро (144 версты), Сунозеро (163 версты), Падмозеро (180 вёрст). Всего на проточные озёра из общей длины реки приходился 81 километр. Притоки Суны — реки Сенча и Сандалка (левые) и Кожа (правый) каждый присоединяет группу озёр из них самой значительной являются 5 озёр, расположенных вдоль течения Суны с восточной стороны, соединяющиеся с ней Сандалкой.
Продольный профиль реки — ступенчатый, Калинович выделяет четыре больших уступа: самый длинный до Пяльвозера, ограничен порогами Мельничным, Пристанским и Валазминским. Вторая ступень, начинающаяся от Пяльвозера, завершается порогами Корби-коски, Колливо-коски и Коссени-коски, далее река направляется к Линдозеру через пороги Лиебен-коски и Нувачум-коски. Общее падение на этом участке протяжённостью 20 км — 17,64 м. Самая короткая ступень — третья, в неё входит Линдозеро, после которого начинается порожистый участок реки протяжённостью 24,5 км с общим падением 29,44 м. Суна в этом месте течет в северо-восточном направлении и проходит следующие пороги: Уйтозен-коски, Воора-коски, Абайла-коски, Суари-коски, Куйва-коски, Лехтевян-ден-сун-коски, Пуда-коски, Кивинием-коски, Корби-коски, Рузмин-коски, Калливо-коски, Пядаюк-сен-коски. Самые быстрые пороги на этом участке реки — Лехтевян-ден-сун-коски (падение 2,32 м), Калливо-коски и Пядаюк-сен-коски (общее падение 7,81 м). Четвертая ступень имеет протяжённость 27 км — это бассейн озера Викшезеро, перед которым в Суну впадает река Семча. Здесь Суна поворачивает на юг, а, выходя из озера, течет уже в северо-восточном направлении. На этой ступени падение реки составляет всего лишь 0,13 м на километр. Затем река образует два водопада, находящихся на расстоянии двух вёрст друг от друга: Гирвас и Пор-порог. На этом участке длиной 3,5 км общее падение составляет 32,3 метра. От Пор-порога Суна течет в восточном направлении до Сунозера, а, вытекая из озера, направляется на юго-восток к Падмозеру. На этом коротком участке (ок. 2,7 км), где расположен порог Шушковский, общее падение составляет 5,6 метра. За Падмозером Суна становится порожистой — здесь начинается Кивачский перепад. По данным Калиновича, водопад Кивач имеет при длине 171 м общее падение 10,706 м. Нижняя терраса бассейна реки начинается от подножия Кивача. Течение реки здесь более спокойное, хотя и на этом участке есть пороги — Вонча (падение 0,51 мм на 96 м), Видон Чикуляевский (падение 2,6 м на 1,53 км), Пуголь (падение 0,224 м на 117,35 м) и последний порог в устье реки, протяжённостью 448 м с общим падением 0,587 м.
Берега реки в межень имеют в высоту 0,4—8,5 м, большей частью встречается высота 2 м. В верхнем течении от истока до озера Ройк-наволок река имеет ширину от 20 до 50 метров (при средней 30 метров), берега относительно низкие (в среднем около 2 метров), ложе преимущественно песчаное. По выходе из Гимальского озера Суна имеет ширину 85 м в низких берегах — 0,4—1,3 метра. Такие же низкие берега у озер Кудомгубского и Чудозера, наслоения преимущественно глинистые. Поросозеро, продолжающее Чудозеро, имеет берега высотой 6,5—8,5 метра, вниз по течению реки на два километра сохраняются такие же гористые берега. Дно на этом участке преимущественно глинистое. Здесь кончается верхняя терраса, падение увеличивается, одновременно русло суживается, а берега становятся высотой 1—2 метра, дно русла реки песчаное. Берега реки имеют тот же характер (кроме правого берега Пяльвозера высотой до 17 метров) и при переходе к средней террасе до самой группы из пяти порогов на расстоянии 102 км от истока. Валазминский порог отличается выступами на дневной поверхности валунных наносов. Ширина реки здесь приблизительно одинакова — около 85 метров, на порогах она распадается на рукава, самый большой из которых имеет ширину 64 метра. Значительной высоты достигают берега северо-восточной губы Линдозера (6,5—8,5 м), и до 139 км от истока размеры остальных берегов колеблются от 0,6 до 2 м. Здесь начинается порожистый участок, на котором река меняет свою ширину в пределах от 21 до 277 метров. Следующие 20,9 км она протекает по холмистой местности со средней шириной русла 85 м и максимальной высотой берегов 26—32 м. На подходе к Гирвасу ложе реки из песчаного становится каменистым, на пути к Сунозеру каменистые участки перемежаются с песчано-глинистыми. Средняя высота берегов в этой части реки 5,33 м, средняя ширина достигает 96 м. Русло сужается на водопаде Гирвас до 10,5 м, на подходе же к Пор-порогу увеличивается до 425 м.
Начало средней террасы реки схоже по характеру с участком подхода к порогам — имеет те же грунты, высоту берегов и ширину русла. Берега Сунозера несколько больше, достигая в восточной части высоты 14 м, западный берег имеет высоту 6,5 м, по мере движения на юг берега снижаются до 3,2 м. Здесь песчано-каменистый грунт северной части озера сменяется на илистый юго-восточной части. Пройдя через Сунозеро, русло реки меняет свою ширину в пределах от 32 до 150 м, высота берегов колеблется от 1 до 6,5 м.
Характер местности, по которой протекает Суна, по мнению Калиновича, «на первый взгляд» представлял благоприятные условия использования вод реки в качестве источника энергии.

## История изучения и освоения
В конце XIX — начале XX века река Суна с её порогами, относительно близко расположенная к столице Российской империи, рассматривалась как весьма перспективный источник дешевой электроэнергии. В 1909 году вопросом исследования Суны как источника энергии занялась Комиссия по электрогидравлической описи водных сил России под руководством профессора Г. К. Мерчинга. Комиссия была образована при Управлении внутренних водных путей. Комиссия располагала весьма скудным несистематизированным материалом, самыми важными были: отчеты горного инженера А. Тимофеева, обследовавшего Кивач, Пор-порог и Гирвас в 1899—1900 годах; планы участков Суны, на которых находятся водопады, и журнал нивелирования поперечных и продольных профилей этих участков, выполненные лесным кондуктором Горнозаводского лесничества И. Пиляковым в 1900 году; план участка от Гирваса до с. Устья Суны и продольный профиль от Гирваса до Онежского озера, выполненные студентами Санкт-Петербургского университета летом 1893 года под руководством А. М. Жданова и 1894 года под руководством астронома-любителя Н. А. Тачалова. Тем не менее, несмотря на разрозненность и неофициальный характер, эти материалы убедительно показывали важность водопадов Суны как потенциальных источников энергии. В трудах Комиссии (1911) приводятся следующие мощности в л. с., определённые по этим материалам, соответственно максимальная, средняя в низкую воду и минимальная: Кивач и Кривой порог — 48,87; 6,062; 5,038; Пор-порог — 54,73; 6,253; 5,257; Гирвас — 52,93; 5,09; 4,75.
В начале XX века Сунские водопады по своей мощности и достаточной удалённости от западных границ были признаны наиболее подходящими для нужд обороны. Их, наряду с другими водными ресурсами западной части Олонецкой губернии, прилегающей к Онежскому озеру, предполагалось использовать как источники дешевой электроэнергии при производстве азотной кислоты. В связи с этим Комиссия по электрогидравлической описи сочла необходимым более тщательно изучить бассейн Суны.
Инженерно-геологические изыскания на реке Суне проводились в 1911—1913 годах изыскательской партией от Управления внутренних водных путей и шоссейных дорог. По результатам работы партии в начале 1914 года был создан проект использования движения водных масс реки для нужд Военного ведомства. В ходе изысканий были предприняты попытки бурения грунта ложа реки и её берегов, однако почти все они были неудачными, так как уже на небольшой глубине здесь залегают твердые породы — валунные отложения ледникового периода или коренные породы.
В проекте предлагалось два варианта устройства гидроэлектростанции: у водопада Кивач (средней рабочей мощностью 14 000 л. с.) или на перешейке между Нигозером и Кондопожской губой (средней рабочей мощностью 20 500 л. с.). Второй вариант также предполагал использование водной энергии водопада Кивач.

## Хозяйственное значение
На всем протяжении реки, в условиях отсутствия хороших сухопутных дорог, производился сплав леса, для обхода Кивача был устроен особый спуск. Сплав леса по Суне продолжался в общей сложности около 200 лет, до 1978 года. Наряду с рекой Водлой, Суна была одной из самых зарегулированных рек бассейна Онежского озера с одним из самых больших объемов лесосплава. На реке функционировало 10 лесосплавных водохранилищ, их формирование приходится на 1950—1960-е годы, — самые большие из них были устроены на базе озёр Мотко, Пялозеро, Сундозеро. После прекращения лесосплава Сундозеро было спущено, что негативным образом повлияло на жизнедеятельность экосистемы из-за недостаточного снабжения водой. На плотоперевозках работали суда Беломорско-Онежского пароходства «Донец», «Дунай» и др..
На реке построен Сунский каскад ГЭС, наиболее крупные — Кондопожская ГЭС и Пальеозерская ГЭС.

## Бассейн

### Притоки
(указаны расстояния от устья)
- 20 км: Чувручей
- 23 км: Сандалка
- 79 км: Семча
- 84 км: Деяоя
- 92 км: Черанга
- Дяньга
- 122 км: Айтойоки
- 130 км: Метчепуда-Мане
- 134 км: Каранга
- 140 км: Ярмянда
- 163 км: без названия из озера Кинаспуоли
- 217 км: Мотко

### Озёра
Также к бассейну Суны (кроме бассейнов притоков) относятся озёра:
- Кивиярви
- Сяксъярви
- Ковдозеро
- Соймиярви
- Ройкнаволоцкое
- Гимольское
- Кудамгубское
- Вехкарви
- Аконъярви
- Чудозеро
- Поросозеро
- Пяльвозеро
- Большая Кудома
- Перти
- Линдозеро
- Лавалампи
- Сухое Озеро
- Навдозеро
- Сундозеро
- Пандозеро
- Южное Восозеро
- Каштомозеро

## Флора и фауна
Бассейн реки располагается в двух флористических районах Карелии (подзона средней тайги): Сунско-Суоярвском и Заонежском. Для Сунско-Суоярвского района, имеющего преимущественно полого-всхолмленный рельеф с мощными ледниковыми отложениями без выходов коренных пород. Почвы района бедные. Широко распространены болота — мезотрофные и олиготрофные. Леса еловые и сосновые. Самый бедный в флористическом отношении район подзоны средней тайги, здесь отсутствуют растения, встречающиеся в других, граничащих с ним, флористических районах.